# Eutornoptera
Eutornoptera là một chi bướm đêm thuộc họ Erebidae.